# Académie des arts de Berlin

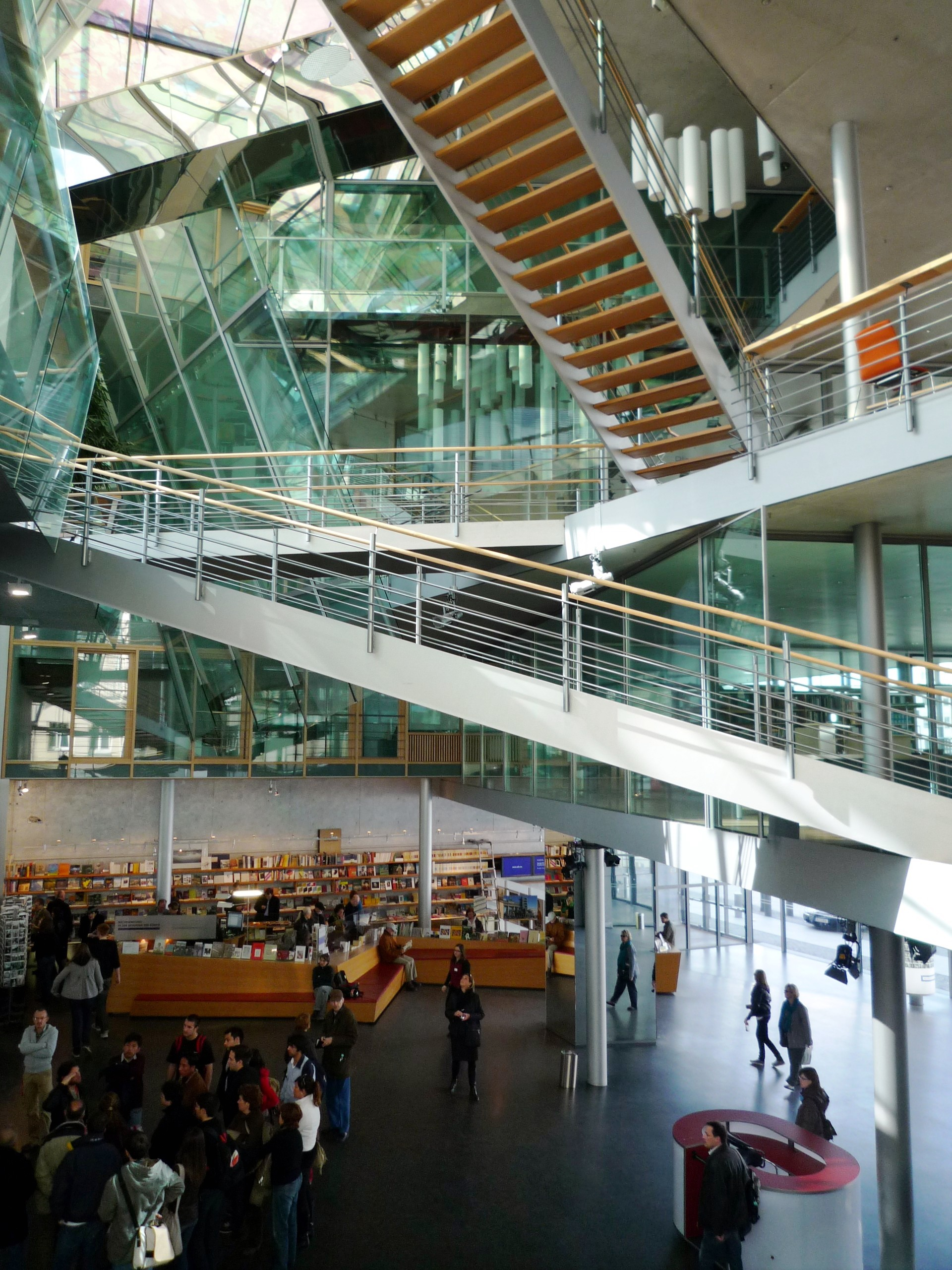
Vue du hall d'accueil de l'Académie (avec la librairie).

Pour les articles homonymes, voir Académie des beaux-arts et Académie de Berlin (homonymie).
L'Académie des arts de Berlin (en allemand : Akademie der Künste zu Berlin) est une institution culturelle consacrée aux arts, située sur la Pariser Platz (la « place de Paris ») dans le centre-ville de Berlin, près de la porte de Brandebourg. Elle a été fondée en 1696.

## Historique

### De 1696 à 1945

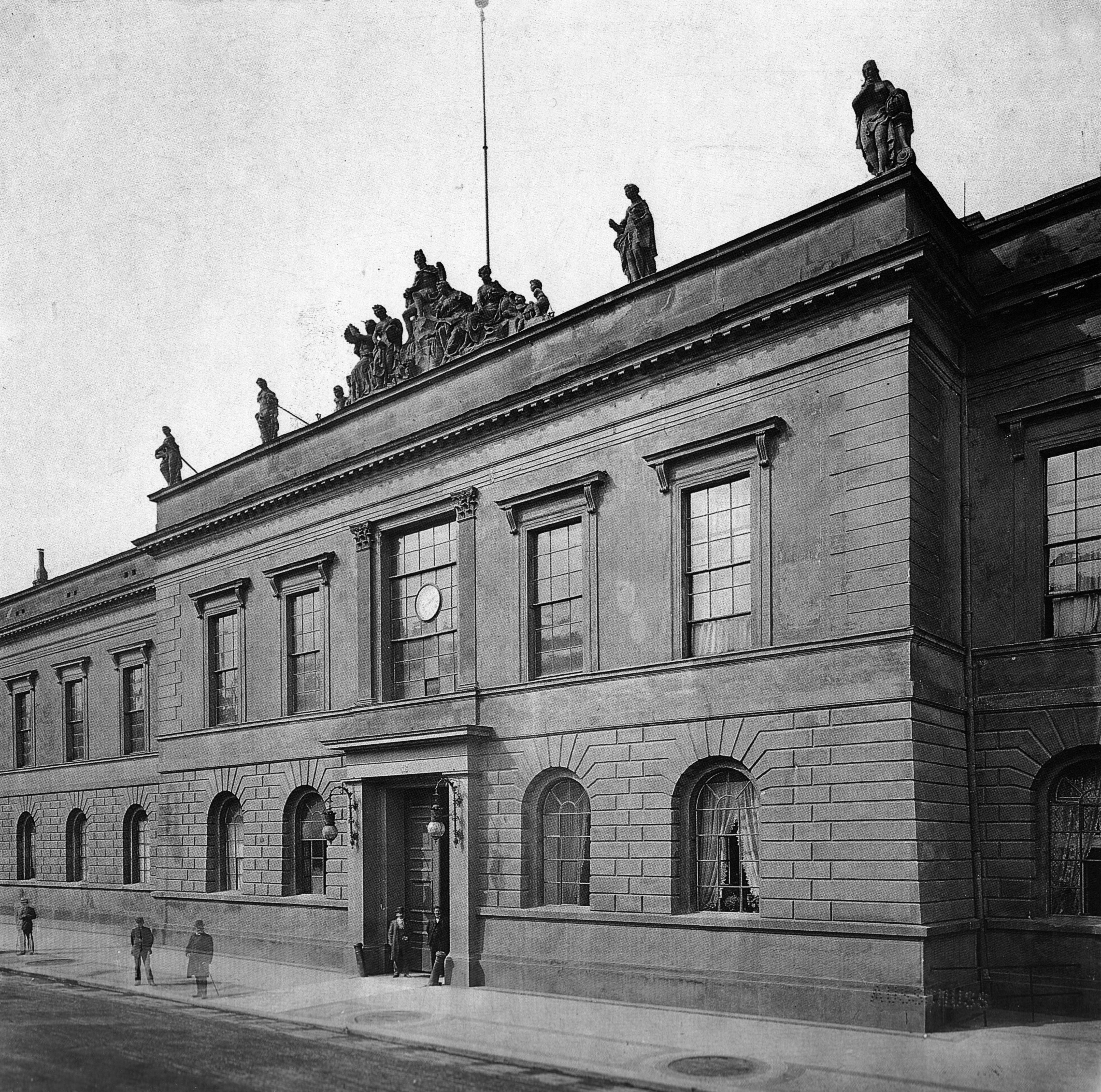
Le, ancien siège de l'Académie prussienne des arts, en 1908.

L'Académie des arts de peinture, sculpture et architecture (Academie der Mahl-, Bild- und Baukunst) a été fondée le 11 juillet 1696 par Frédéric Ier de Prusse, prince-électeur de Brandebourg. Elle change plusieurs fois de nom :
- 1696-1704 : Académie des arts de peinture, sculpture et architecture (Academie der Mahl-, Bild- und Baukunst)
- 1704-1790 : Académie royale prussienne des arts et des sciences de la mécanique (Königlich-Preußische Akademie der Künste und mechanischen Wissenschaften)
- 1790-1809 : Académie royale des arts de la peinture et des sciences de la mécanique de Berlin (Königliche Akademie der bildenden Künste und mechanischen Wissenschaften zu Berlin). Elle est déclarée comme société savante.
- 1809-1875 : Académie royale prussienne des arts (Königlich Preußische Akademie der Künste)
- 1875-1882 : Académie royale prussienne des arts de Berlin (Königlich Preußische Akademie der Künste zu Berlin)
- 1882-1918 : Académie royale des arts de Berlin (Königliche Akademie der Künste zu Berlin)
- 1918-1926 : Académie des arts de Berlin (Akademie der Künste zu Berlin)
- 1926-1931 : Académie prussienne des arts de Berlin (Preußische Akademie der Künste zu Berlin)
- 1931-1945 : Académie prussienne des arts (Preußische Akademie der Künste)

Comme de nombreuses autres institutions culturelles, l'Académie tombe aux mains des nazis qui la démantèlent en 1937, bien qu'elle fût autorisée à continuer ses activités dans le palais du Kronprinz, le palais Arnim (de) qui l'abritait jusqu'ici fut, en effet, réquisitionné pour devenir le siège de la « Direction de la Construction » (Generalbaudirektion), à la tête de laquelle est placée Albert Speer.

### Académie des arts de la RDA

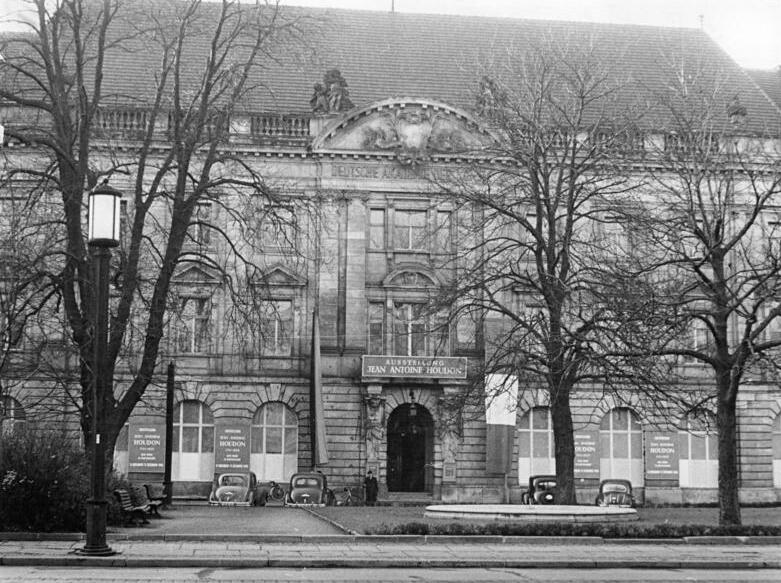
Académie allemande des arts, 1955.

Après la Seconde Guerre mondiale, le palais Arnim est sérieusement endommagé par les bombardements et se retrouve dans le secteur de Berlin-Est. Il abrite pendant quelque temps un atelier d’imprimerie et de photographie, connu sous le nom de Werkstätten für Druck und Fotografie avant d'être démoli lors de la construction du mur de Berlin.
L'Académie allemande des arts (Deutsche Akademie der Künste) est alors créée à Berlin-Est le 24 mars 1950 dans la Robert-Koch-Strasse, quartier de Hellersdorf.
En 1972, l'Académie allemande des arts devient l’Académie des arts de la République démocratique allemande (Akademie der Künste der Deutschen Demokratischen Republik).

### Académie des arts de Berlin
En 1954, une Académie des arts de Berlin (Akademie der Künste zu Berlin) est constituée à Berlin-Ouest à Hanseatenweg dans le quartier d'Hansaviertel, près du Großer Tiergarten.
Peu après la réunification allemande, l'Académie des arts de la République démocratique allemande devient en 1990 l'Académie des arts de Berlin, puis en 1993, tout en gardant cet intitulé, elle fusionne avec l'Académie du même nom créé autrefois à Berlin-Ouest.
En 1999, le Sénat de Berlin décide de la construction de nouveaux locaux pour l'académie, situés à l'emplacement même de son ancien siège, le palais Arnim, entre la Pariser Platz et la Behrenstrasse. L'architecte Günter Behnisch est désigné pour mener à bien l'opération,. Le nouveau bâtiment est inauguré le 21 mai 2005.

## Organisation
L'Académie des arts de Berlin comprend 500 membres.

### Politique culturelle
L'Académie a, selon ses statuts, les tâches suivantes :
- représentation des administrations publiques dans le domaine de l'art et la culture ;
- promotion des arts ;
- représentation du patrimoine des arts dans la société ;
- développement de l'action internationale de Berlin ;
- développement culturel national ;
- entretien du patrimoine culturel et conseils et assistance de la République fédérale d'Allemagne en matière d'art et de culture ;
- remise de prix et de bourses lors de concours et manifestations artistiques ;

L'Académie des arts de Berlin doit avoir un rôle exclusivement de bienfaisance.

### Administration

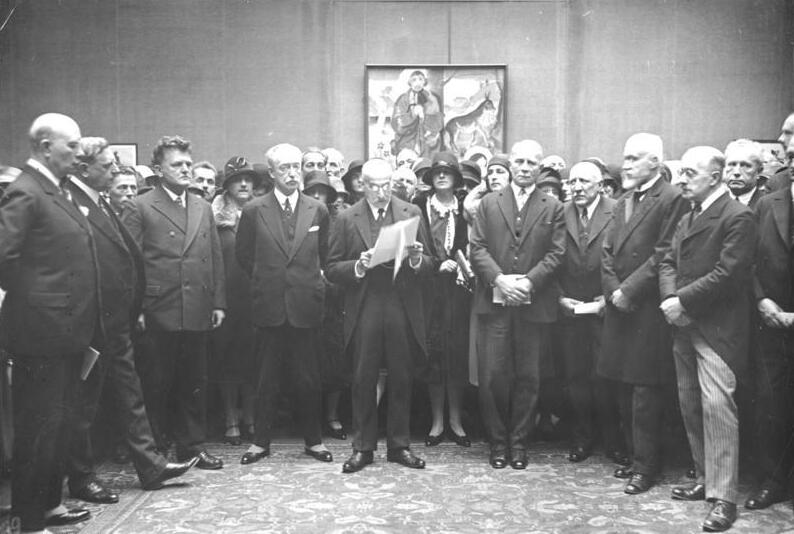
Max Liebermann et Pierre de Margerie inaugurant une exposition en 1922.

L'Académie des arts a eu pour présidents :
- Friedrich Hitzig 1875-1881
- Wilhelm Taubert 1881-1882
- Karl Becker 1882-1895
- Hermann Ende 1895-1904
- Johannes Otzen 1904-1907
- Arthur Kampf 1907-1910
- Karl von Großheim (de) 1910-1911
- Arthur Kampf 1911-1912
- Ludwig Manzel 1912-1915
- Franz Schwechten 1915-1918
- Ludwig Manzel 1918-1920
- Max Liebermann 1920-1932
- Max von Schillings 1932-1933
- August Kraus 1933-1934
- Georg Schumann 1934-1945

À l'époque de la République démocratique allemande, l'Académie des arts a eu pour présidents :
- Arnold Zweig, 1950–1953
- Johannes R. Becher, 1953–1956
- Otto Nagel, 1956–1962
- Willi Bredel, 1962–1964
- Konrad Wolf, 1965–1982
- Manfred Wekwerth, 1982–1990
- Heiner Müller, 1990–1993

Les vice-présidents en ont été : Paul Dessau (1957–62), Ernst Hermann Meyer (de) (1965–69), Dieter Zechlin (de) (1970–78), Fritz Cremer (1974–83), Wieland Förster (de) (1979–90), Werner Stötzer (1990–93), Ruth Zechlin (de) (1990–93).
L'Académie des arts de Berlin est dirigée par un conseil d'administration qui fut présidé successivement par :
- l'écrivain hongrois György Konrád, 1997-2003
- le poète suisse de langue allemande Adolf Muschg, 2003-2005
- le dessinateur et graphiste Klaus Staeck, depuis 2006

### Départements
L'Académie est divisée en départements, chacun avec un directeur :
- Arts visuels
- Architecture
- Musique
- Littérature
- Arts de la scène
- Film et art des médias

Elle possède les plus vastes archives interdisciplinaires dans les domaines des arts et de la culture en langue allemande.

### Personnalités liées à l'Académie des arts de Berlin
Parmi ses anciens membres prestigieux, on compte Goethe, Felix Mendelssohn, Max Koner.
Elle compta également des membres honoraires tels Johannes R. Becher, Bertolt Brecht, Hanns Eisler, Wilhelm Furtwängler, George Grosz, Gustaf Gründgens, Otto Klemperer, Otto Nagel, Carl Orff, Erwin Piscator, Anna Seghers, Arnold Schönberg, Eugene Spiro et Helene Weigel.
De 1925 à 1927, Louise Rösler se forme à l'académie sous la direction de Karl Hofer.